# Protocolo de recuperação de informações privadas
Na criptografia, um protocolo de recuperação de informações privadas (PIR) é um protocolo que permite ao usuário recuperar um item de um servidor na posse de um banco de dados sem revelar qual item é recuperado. O PIR é uma versão mais fraca da transferência inconsciente 1 em cada n, onde também é necessário que o usuário não obtenha informações sobre outros itens do banco de dados.
Uma maneira trivial, mas muito ineficiente de obter o PIR, é o servidor enviar uma cópia inteira do banco de dados ao usuário. De fato, esse é o único protocolo possível (na configuração clássica ou quântica) que oferece privacidade teórica às informações do usuário para sua consulta em uma configuração de servidor único. Há duas maneiras clássicas de resolver esse problema: uma é tornar o servidor limitado computacionalmente e a outra é assumir que existem vários servidores não cooperantes, cada um com uma cópia do banco de dados.  O problema foi introduzido em 1995 por Chor, Goldreich, Kushilevitz e Sudan [2] no cenário teórico da informação e em 1997 por Kushilevitz e Ostrovsky no cenário computacional. Desde então, soluções muito eficientes foram descobertas.
O PIR de banco de dados único (computacionalmente privado) pode ser alcançado com comunicação constante (amortizada) e o PIR do banco de dados k (informação teórica) pode ser feito com comunicação {\displaystyle n^{O\left({\frac {\log \log k}{k\log k}}\right)}}.

## Implementações PIR
Numerosos esquemas de PIR computacional e PIR teórico da informação na literatura foram implementados. Aqui está uma lista incompleta:
- Percy++[5] inclui implementações de[AG 2007, DGH 2012, CGKS 1998, Goldberg 2007, HOG 2011, LG 2015].
- Popcorn[6] é uma implementação PIR adaptada para mídia [GCMSAW 2016].
- RAID-PIR[7] é uma implementação do esquema ITPIR de [DHS 2014].
- SealPIR[8] é uma implementação rápida de CPIR [ACLS 2018].
- upPIR[9] é uma implementação ITPIR [Cappos 2013].
- XPIR[10]  é uma implementação rápida de CPIR [ABFK 2014].

## Talek
O sistema de mensagens Talek oculta o conteúdo das mensagens e os padrões gerais de comunicação entre os usuários, incluindo sua identidade. Talek conta com a técnica de recuperação de informação privada teórica da informação. Para obter um bom desempenho e minimizar o armazenamento do lado do servidor, a Talek apresenta novas técnicas e otimizações que podem ser de interesse independente, por exemplo, novo uso do hash de cuco bloqueado e suporte para notificações privadas.